# Przedwczesne pęknięcie błon płodowych
Przedwczesne pęknięcie błon płodowych (ang. premature rupture of membranes, PROM) – przerwanie błon płodowych w ciąży wcześniej niż godzinę przed rozpoczęciem porodu. Przedwczesne pęknięcie błon płodowych określa się jako przedłużone, gdy występuje wcześniej niż 18 godzin przed rozpoczęciem porodu lub jako PPROM (preterm PROM), gdy do pęknięcia błon dochodzi przed 37 tygodniem ciąży. Jest to jedna z częstych patologii położniczych, występuje w 2–4% ciąż i jest przyczyną około jednej trzeciej porodów przedwczesnych.

## Etiologia
Przedwczesne pęknięcie błon płodowych może być spowodowane przez zakażenie bakteryjne albo przez wadę w strukturze worka płodowego, macicy lub szyjki macicy. Mutacje w genach COL5A1, COL5A2, COL3A1, COL1A1, COL1A2, TNXB, PLOD1, ADAMTS2, CRTAP, LEPRE1 i ZMPSTE24 mogą zwiększać ryzyko przedwczesnego pęknięcia błon płodowych. W jednym z badań stwierdzono, że wysokie stężenie mleczanu w wyciekającym płynie owodniowym to silny wskaźnik wystąpienia porodu w ciągu 48 godzin od pęknięcia błon płodowych.
Odkryto związek pomiędzy stanami emocjonalnymi strachu w danej społeczności a przedwczesnym pęknięciem błon płodowych.

## Czynniki ryzyka
- zakażenie u matki
- niewydolność cieśniowo-szyjkowa
- wady wrodzone macicy
- wielowodzie
- ciąża wielopłodowa
- wady płodu
- czynniki genetyczne matki
- niedobory żywieniowe

## Postępowanie
Przy jednoczesnym zapaleniu błon płodowych i łożyska stosuje się terapię antybiotykową, aby uniknąć posocznicy i wskazane jest zakończenie ciąży porodem. Jeśli zapalenie błon płodowych nie jest obecne, włączenie szybkiej terapii antybiotykowej może pozwolić na znaczące opóźnienie porodu, dając płodowi dodatkowy czas na dojrzenie.

## Diagnostyka różnicowa
W diagnostyce różnicowej należy uwzględnić:
- niekontrolowane oddawanie moczu
- obfite upławy
- obfite wydzielanie śluzu

## Klasyfikacja ICD10
| kod ICD10     | nazwa choroby                                                                                   |
| ------------- | ----------------------------------------------------------------------------------------------- |
| ICD-10: O42   | Przedwczesne pęknięcie błon płodowych                                                           |
| ICD-10: O42.0 | Przedwczesne pęknięcie błon płodowych, początek czynności porodowej w ciągu 24 godzin           |
| ICD-10: O42.1 | Przedwczesne pęknięcie błon płodowych, początek czynności porodowej po upływie 24 godzin        |
| ICD-10: O42.2 | Przedwczesne pęknięcie błon płodowych, czynność porodowa opóźniona w wyniku działań leczniczych |
| ICD-10: O42.9 | Przedwczesne pęknięcie błon płodowych, nieokreślone                                             |